# Сан-Педру (Мантейгаш)
Сан-Педру (порт. São Pedro) — район (фрегезия) в Португалии, входит в округ Гуарда. Является составной частью муниципалитета Мантейгаш. По старому административному делению входил в провинцию Бейра-Алта. Входит в экономико-статистический субрегион Бейра-Интериор-Норте, который входит в Центральный регион. Население составляет 1764 человека на 2001 год. Занимает площадь 63,01 км².